# عائلة يوينغ للأورام
عائلة يوينغ للأورام (بالإنجليزية: Ewing family of tumors)‏ وتُدعى اختصارًا EFTs، هي مجموعة من السرطانات التي تتضمن ورم يوينغ العظمي (غرن يوينغ في العظم) وأورام يوينغ خارج العظم وورم الأديم العصبي الظاهر البدائي وورم أسكن (ورم الأديم العصبي الظاهر البدائي في جدار الصدر)، حيثُ تأتي هذه الأورام جميعها من نفس نوع الخلية الجذعية.